# Pieterzijl
Pieterzijl (Gronings: Pieterziel) is een klein dorp in de gemeente Westerkwartier in de Nederlandse provincie Groningen. Het ligt aan het Zijldiep in het westen van de gemeente. Pieterzijl heeft 175 inwoners (1 januari 2023). Het dorp behoorde kerkelijk onder Grijpskerk.

## Geschiedenis

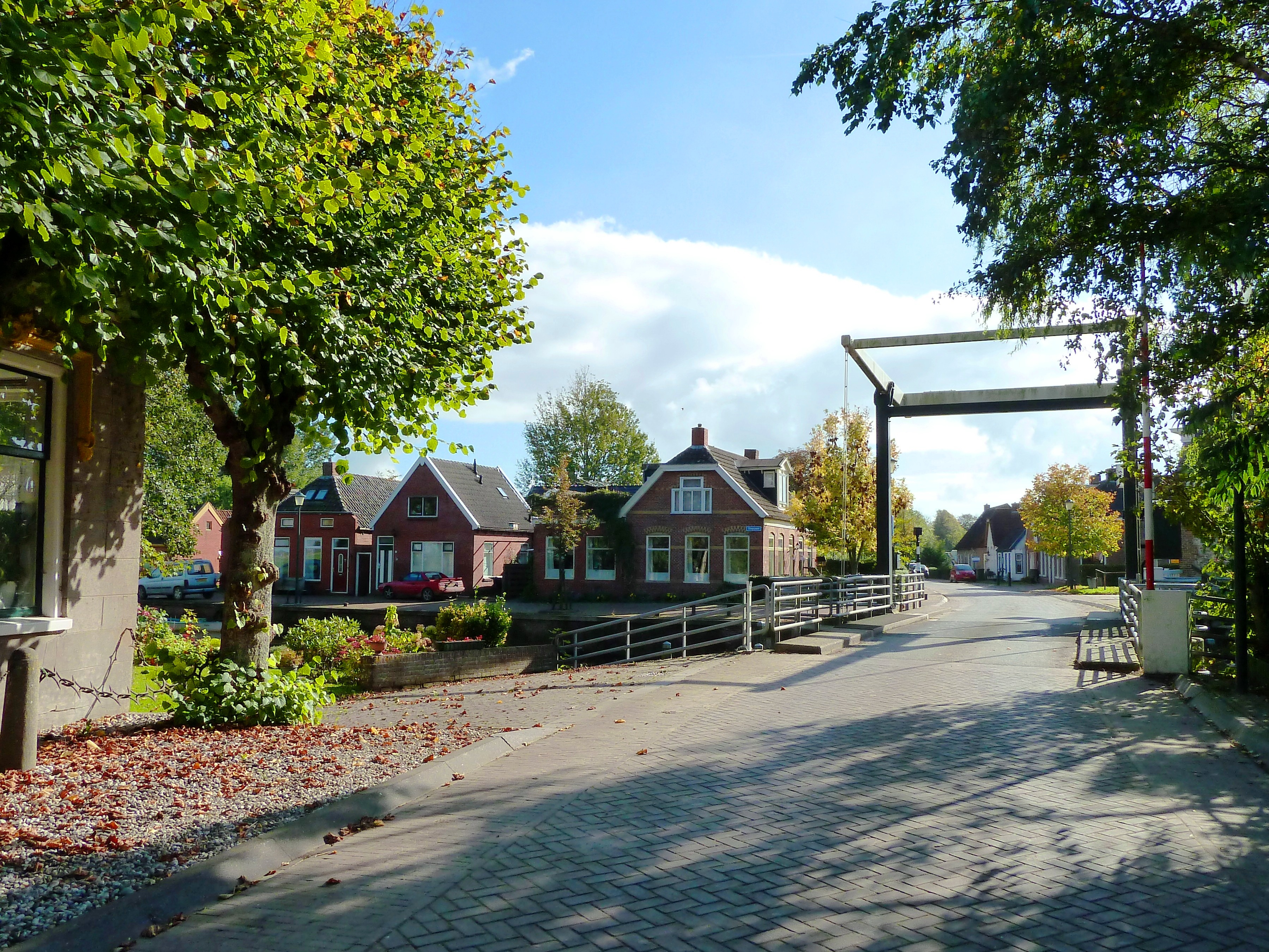
De brug over het Zijldiep met linksachter de Diepswal

Begin 15e eeuw werd de Ruigewaard bedijkt. In 1440 werd daarvoor door monniken van het klooster Jeruzalem te Gerkesklooster een zijl (= sluis) gebouwd, die diende als spuisluis voor het nieuwe  Zijldiep, een gekanaliseerde verbinding in de Lauwers, waarvan de oude loop om het dorp heenloopt langs het gehucht De Leegte. Dit is de 'Oude Lauwers'. De monniken vernoemden de sluis kennelijk naar de heilige Petrus. 
De zijl was volgens een document van omstreeks 1476 gebouwd an die werve by Lambers huse. Dit was misschien een voorwerk (kloosterboerderij) van Gerkesklooster, net als zijn tegenhanger in Visvliet, het Bartoleshus. Tegelijkertijd kwam de zijl bij het noordelijker gelegen Munnekezijl gereed. De zijl komt in 1520 voor als Peters- offte Lambertsiil en was mogelijk nog in 1558 voorhanden. Later werd de sluis vervangen door een brug. Rondom de voormalige zijl ontstond een nederzetting die kerkelijk onder Visvliet viel.
De voormalige kloostergoederen met de bijbehorende heerlijke rechten werden na 1580 in beslag genomen door de provincie Friesland, die voortaan de scepter zwaaide over Visvliet en Pieterzijl. In 1637 werd de heerlijkheid en erfgrietenij Visvliet verkocht aan het gewest Stad en Lande. 
Pieterzijl ontwikkelde zich intussen tot den dorpje met handel en nijverheid, dat de omliggende boerenbedrijven bediende.
In de tweede helft van de 20e eeuw nam de landbouw af in belang en verdween de bedrijvigheid uit het dorp. Eind jaren 1980 verdween de laatste winkel. De HD-smederij vertrok in 1996 naar Bedum en werd er in 1985 de eerste vrouwencamping van Nederland gesticht ('Mevrouw Zelf'/'De Hooimijt'; terrein was in 1983 al van een boer aangekocht), waarvan in september 1989 echter het woonhuis afbrandde, waarop het terrein in 1991 werd verkocht. In 2008 vestigde de huidige (gewone) camping 'De Blauwe Reiger' zich er.
In de laatste decennia zijn er meer mensen van buiten de streek (stadjers en westerlingen) gaan wonen, die werden getrokken door de lage woningprijzen en het rustige gebied.

### Doopsgezinden
Het dorp vormde al in de 16e eeuw een trekpleister voor doopsgezinden uit het Westerkwartier, maar door de invloed van de gereformeerde kerk, die bezwaar maakte tegen de doopsgezinde leer, duurde het tot 1664 (of 1663) alvorens er een vermaanhuis verrees. Dat was echter tegen het zere been van de plaatselijke grietman en de classis van de Nederlands-hervormde Kerk, die het vermaanhuis daarop al vrij snel weer lieten sluiten. De gemeente hield daarop dan maar bijeenkomsten in een arbeidershuis (mogelijk hetzelfde huis). De gemeente behoorde tot de gematigde Humsterlandse Sociëteit.
Een tweede vermaanhuis werd gebouwd in 1733. Het jaar erop brak men met de traditie om alleen in stilte te bidden en sprak de vermaner het gebed hardop uit. In 1815 werd een nieuwe vermaning gebouwd op het derde perceel vanaf de brug ten oosten van de weg naar Warfstermolen. Begin jaren 1880 ontstond echter het probleem dat predikanten niet meer naar het toen slecht bereikbare dorp wilden komen. In 1887 werd daarom een nieuwe pastorie gebouwd in het meer centraal gelegen Grijpskerk, waar veel gemeenteleden woonden. De oude pastorie werd verkocht. Drie jaar later werd besloten tot de verplaatsing van de vermaning van Pieterzijl naar de tuin van de Grijpskerkse pastorie, hetgeen geschiedde; de kerk werd in maart 1892 steen voor steen afgebroken, verhuisd en in oktober 1892 in Grijpskerk weer opgebouwd.

### Scholen en gereformeerde kerk
Misschien begin 19e eeuw werd er een openbare basisschool in het dorp gesticht die in 1857 werd vernieuwd en na de oprichting van de christelijke school (zie hieronder) in 1925 (per 1 januari) werd opgeheven wegens gebrek aan leerlingen. Het gebouw is sindsdien gesloopt.
In 1910 werd besloten tot de bouw van een christelijke lagere school in Pieterzijl, die in 1913 verrees. In 1952 werd het gebouw verbouwd, maar eind jaren 1950 werd duidelijk dat er een nieuwe school moest komen, die in 1964 in gebruik werd genomen. Het oude gebouw werd daarop gebruikt door de nieuwe gereformeerde gemeente Pieterzijl, die in 1963 ontstond uit die van Burum. In 2010 werd het gebouw gesloten. De nieuwere lagere school fuseerde in 1983 met die van Visvliet en is sindsdien omgebouwd tot dorpshuis 'De Wending'. Het gebouw wordt nu alleen nog gebruikt door de peuters. De overige leerlingen gaan naar de basisschool in Grijpskerk.

### Molens
Langs de weg Diepswal stond vanaf 1835 een stellingmolen (een koren- en pelmolen), die in 1936 werd gesloopt, maar waarvan de molenaarswoning anex opslag resteert (Brugstraat 11). Ten noorden van het dorp werd in 1904 aan het Zijldiep een poldermolen (grondzeiler) gebouwd voor de bemaling van de achtergelegen polder. Deze had een gevlucht van 25 meter die later nog werd vergroot tot 28 meter; de grootste van de provincie Groningen. In 1916 kreeg de molen een elektromolen en in 1938 verrees een gemaal naast de molen. Bij de openstelling waren een aantal bestuursleden van het waterschap aanwezig onder in de molen, toen giftige gassen vrijkwamen uit het troebele water en allen bewusteloos raakten op een na die op tijd de deur wist open te zetten, zodat erger werd voorkomen. De molen kreeg daarop luiken om dit in de toekomst te voorkomen. Na de plaatsing van het gemaal werd de molen echter ook verwaarloosd en uiteindelijk in 1955 gesloopt. Het gemaal staat er nog.

### Boerderij
Aan zuideinde van het dorp stond aan de Pieterzijlsterweg 5 de monumentale kop-hals-rompboerderij De Peterswarf met koetshuis en schuren uit ongeveer 1875. Deze is in 2013 vervangen door een nieuwbouw schuur/loods.

### Foto's

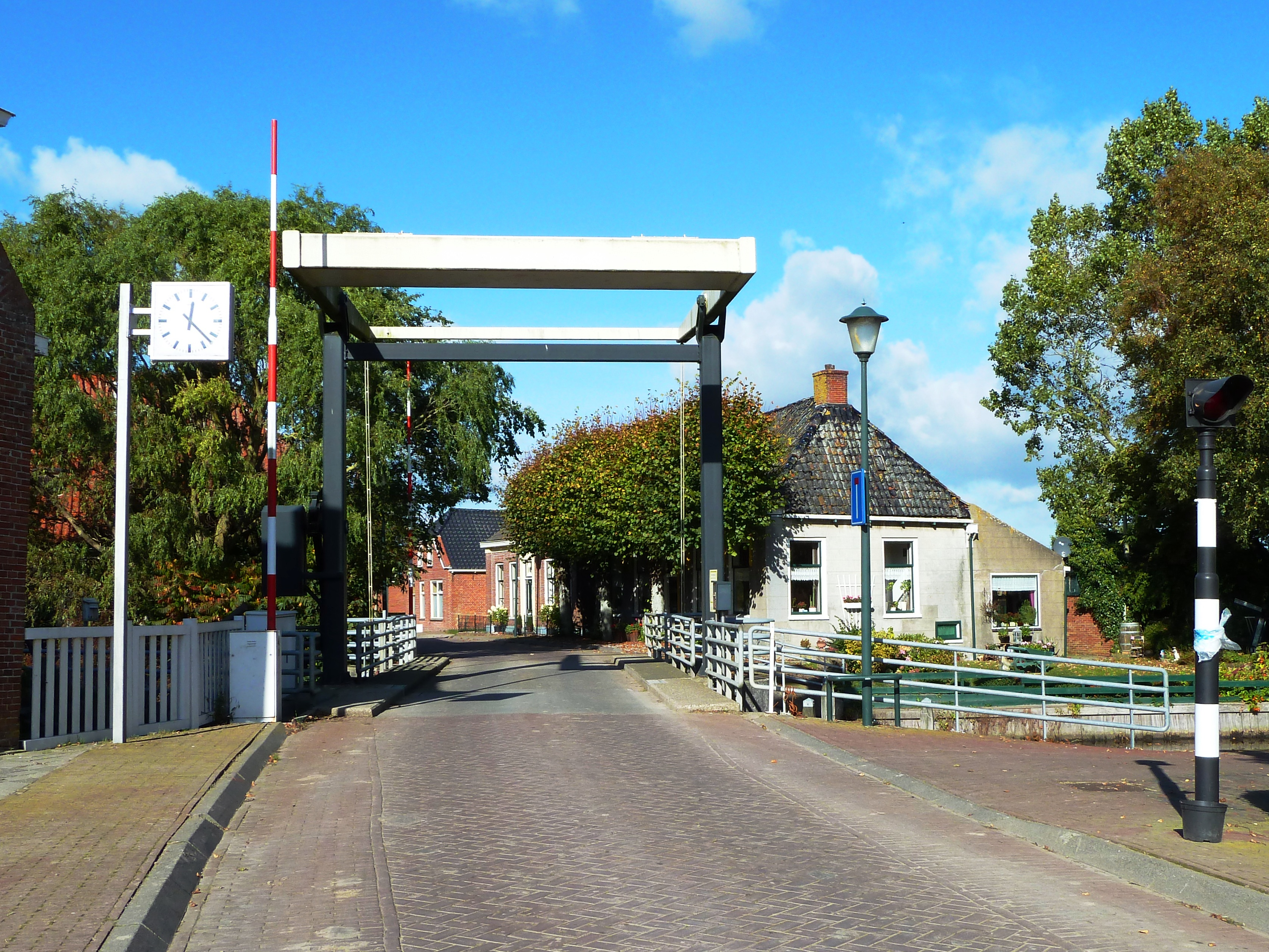
De brug van dichtbij
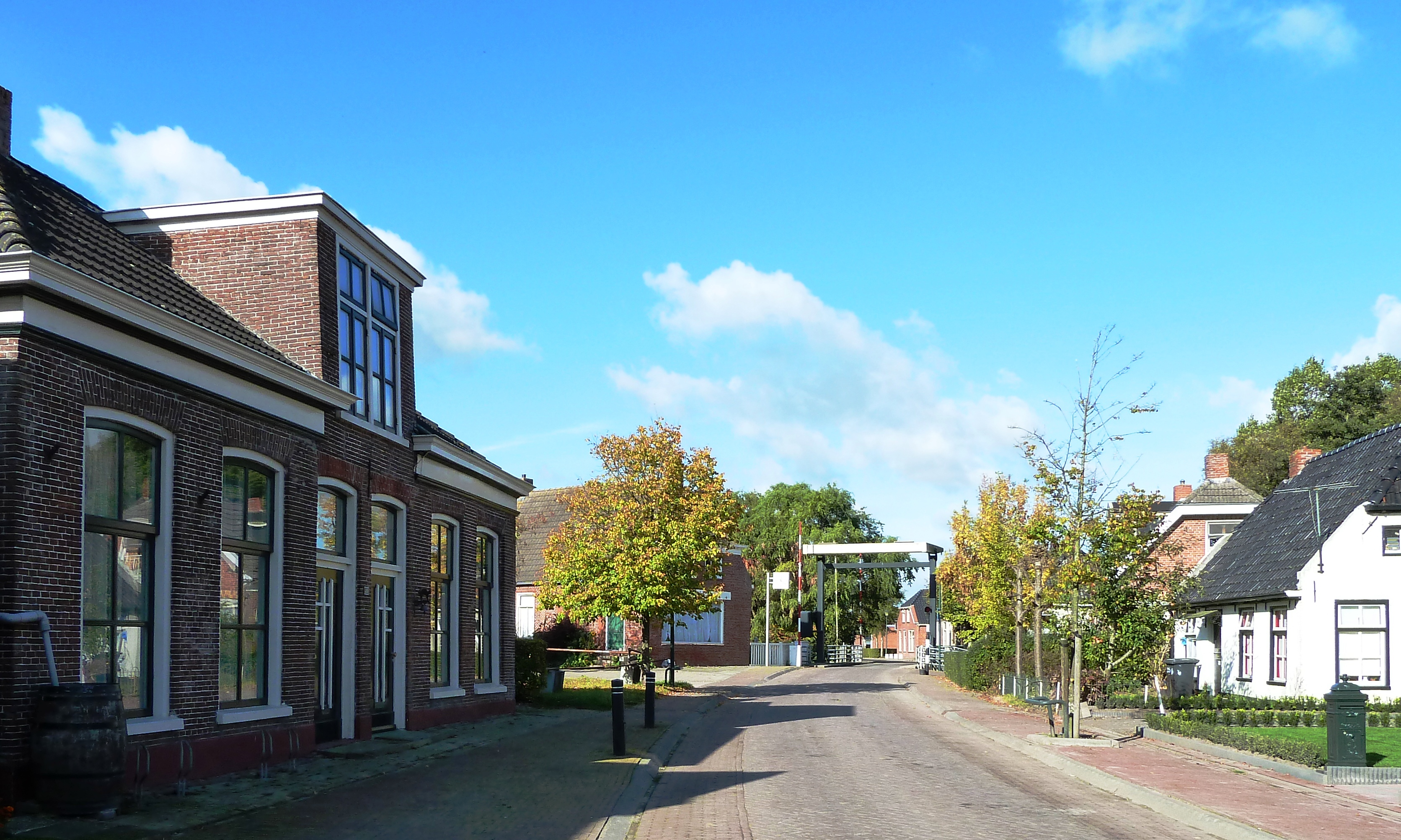
De brug met links het huis waar vroeger een café gevestigd was
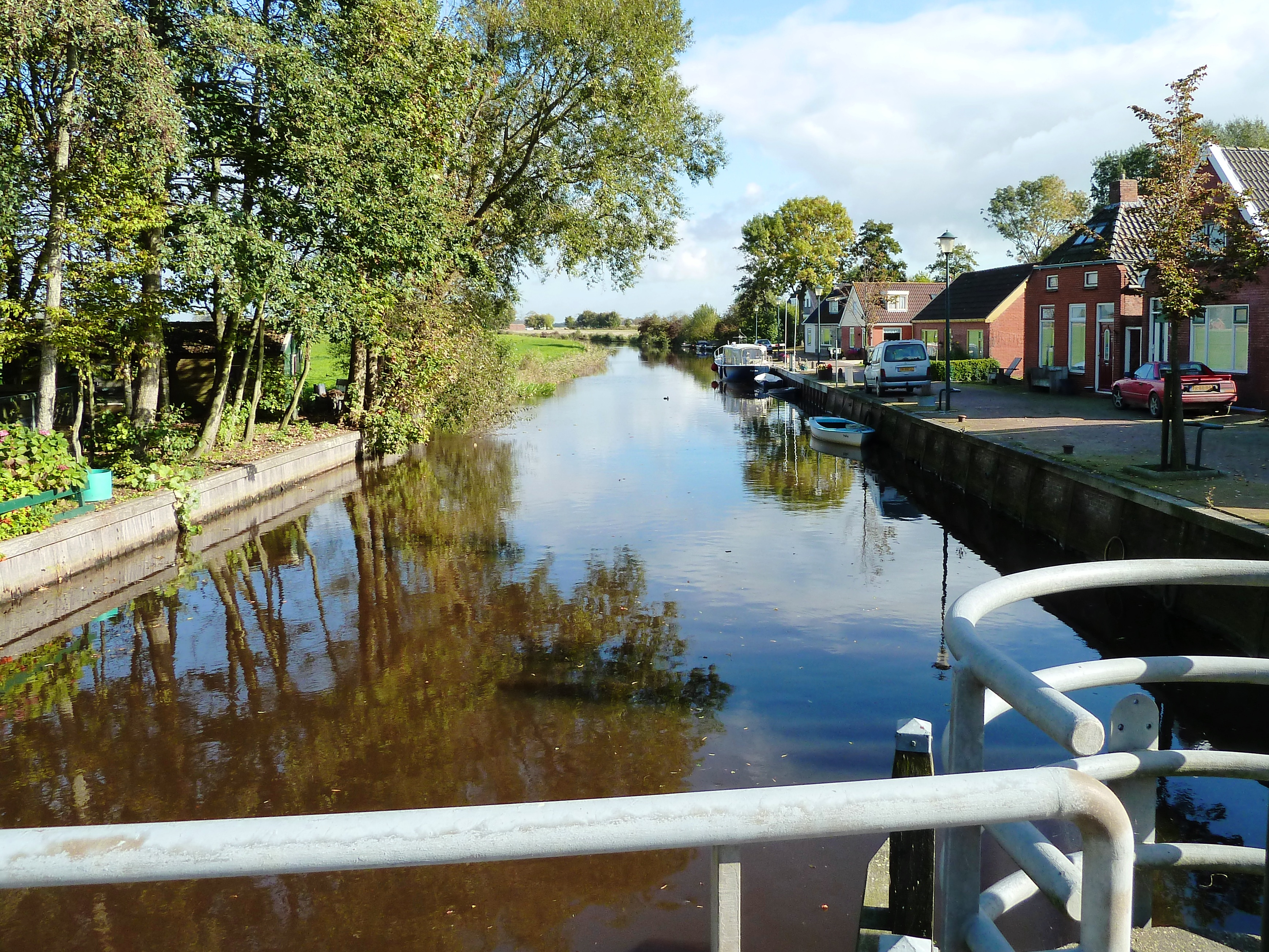
Gezicht vanaf de brug over het Zijldiep langs de Diepswal
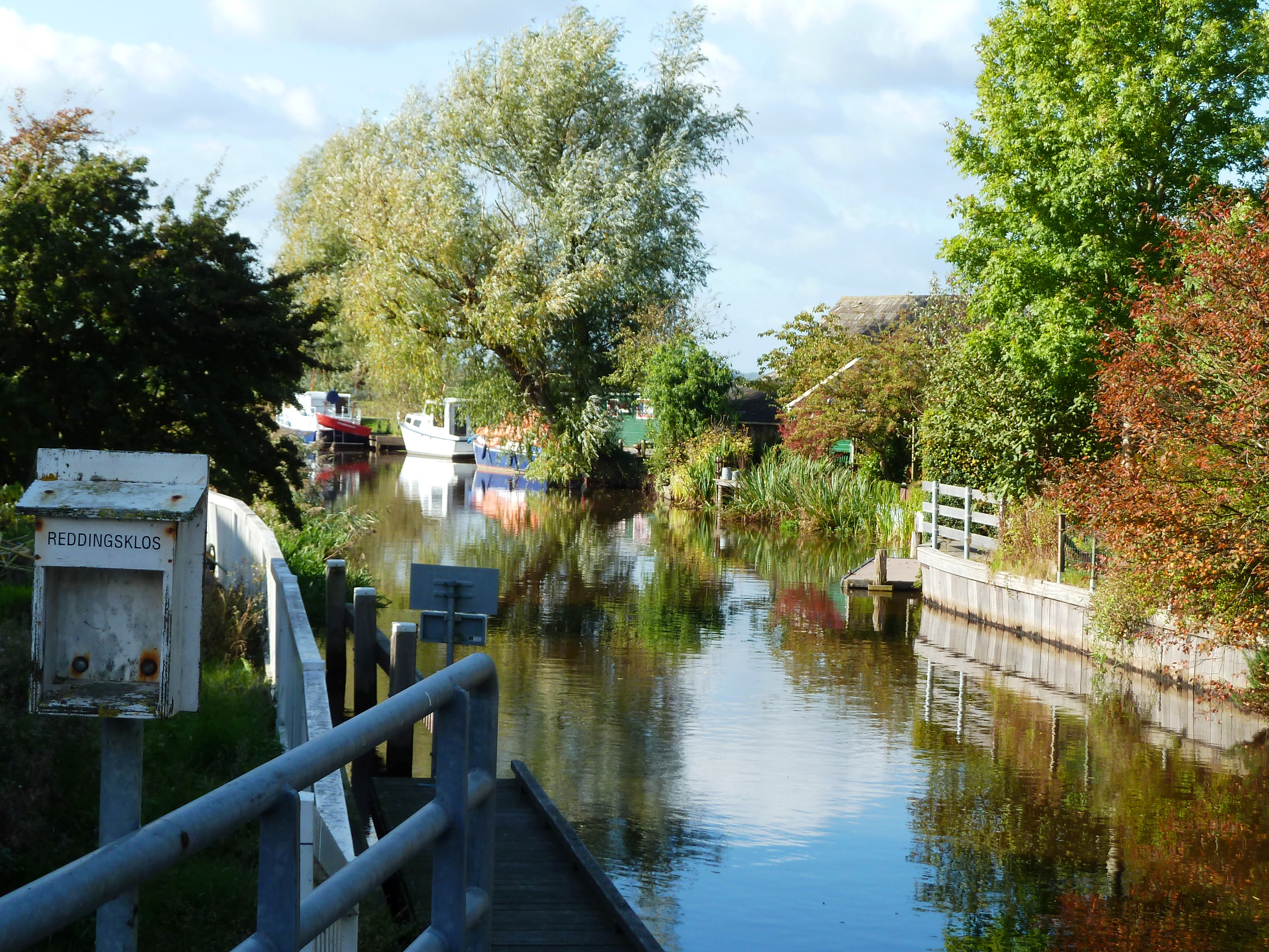
Zijldiep gezien van de andere zijde van de brug
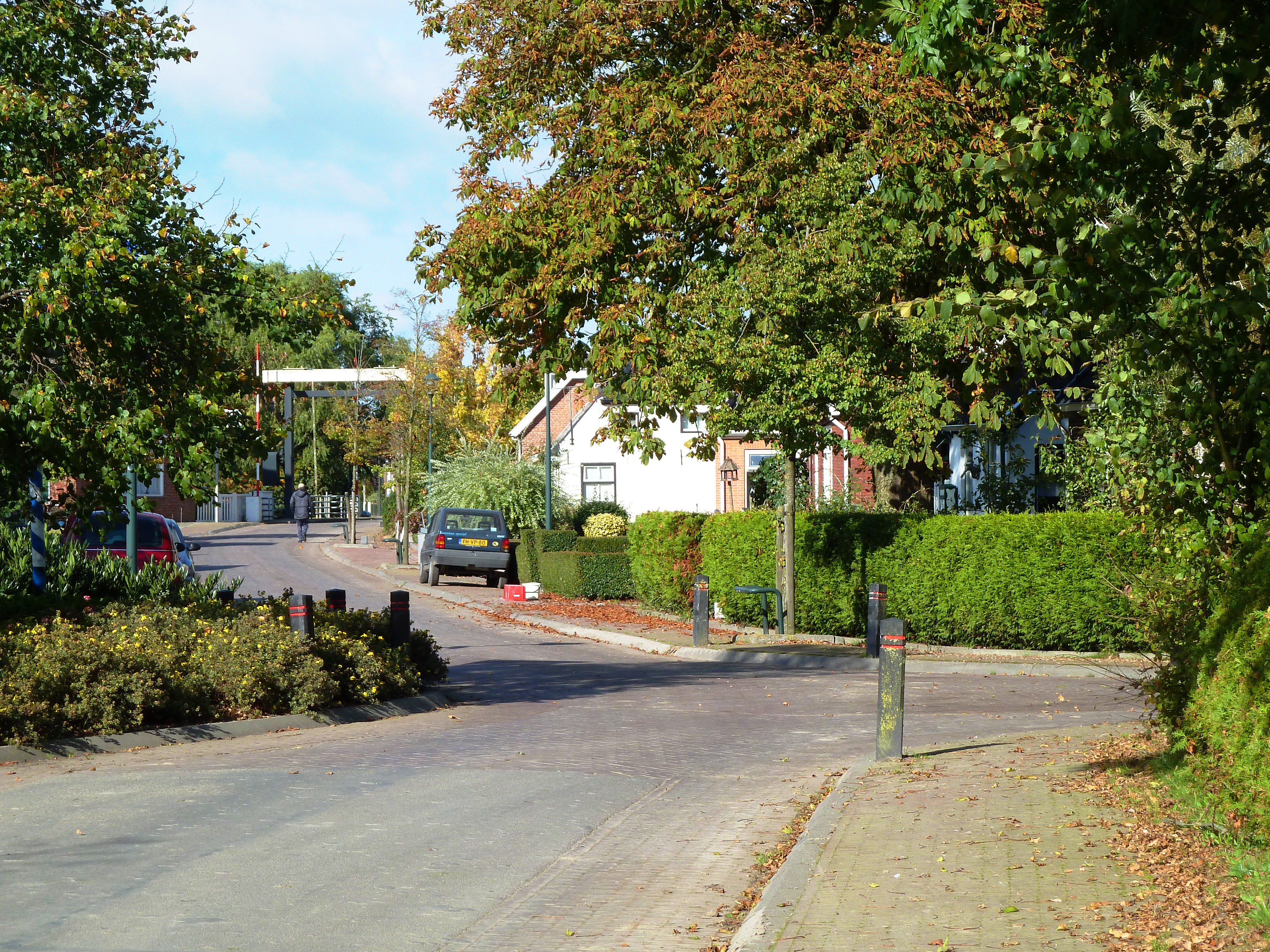
Driesprong Brugstraat met de Schoolstraat
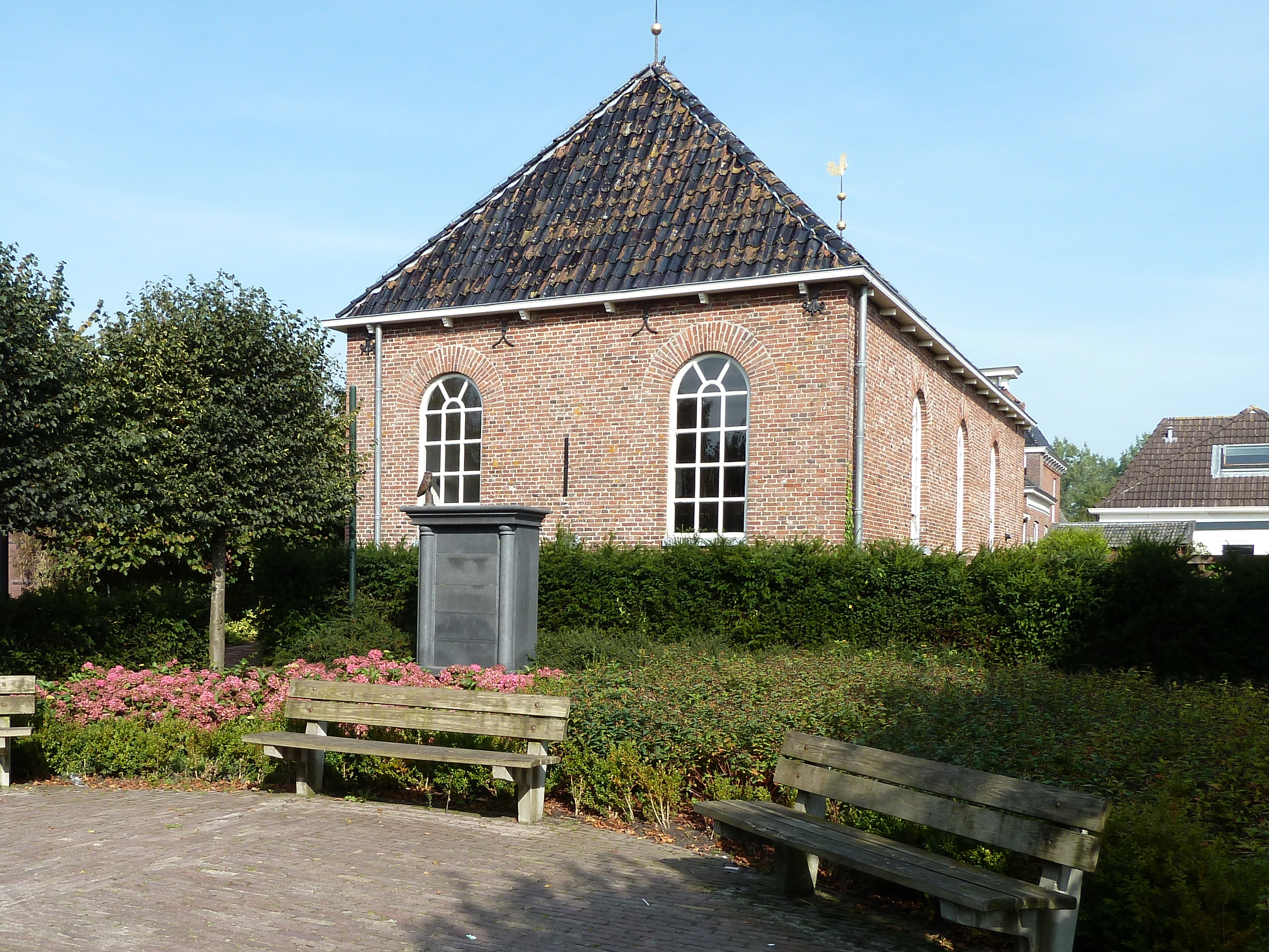
De doopsgezinde vermaning, die sinds 1892 in Grijpskerk staat
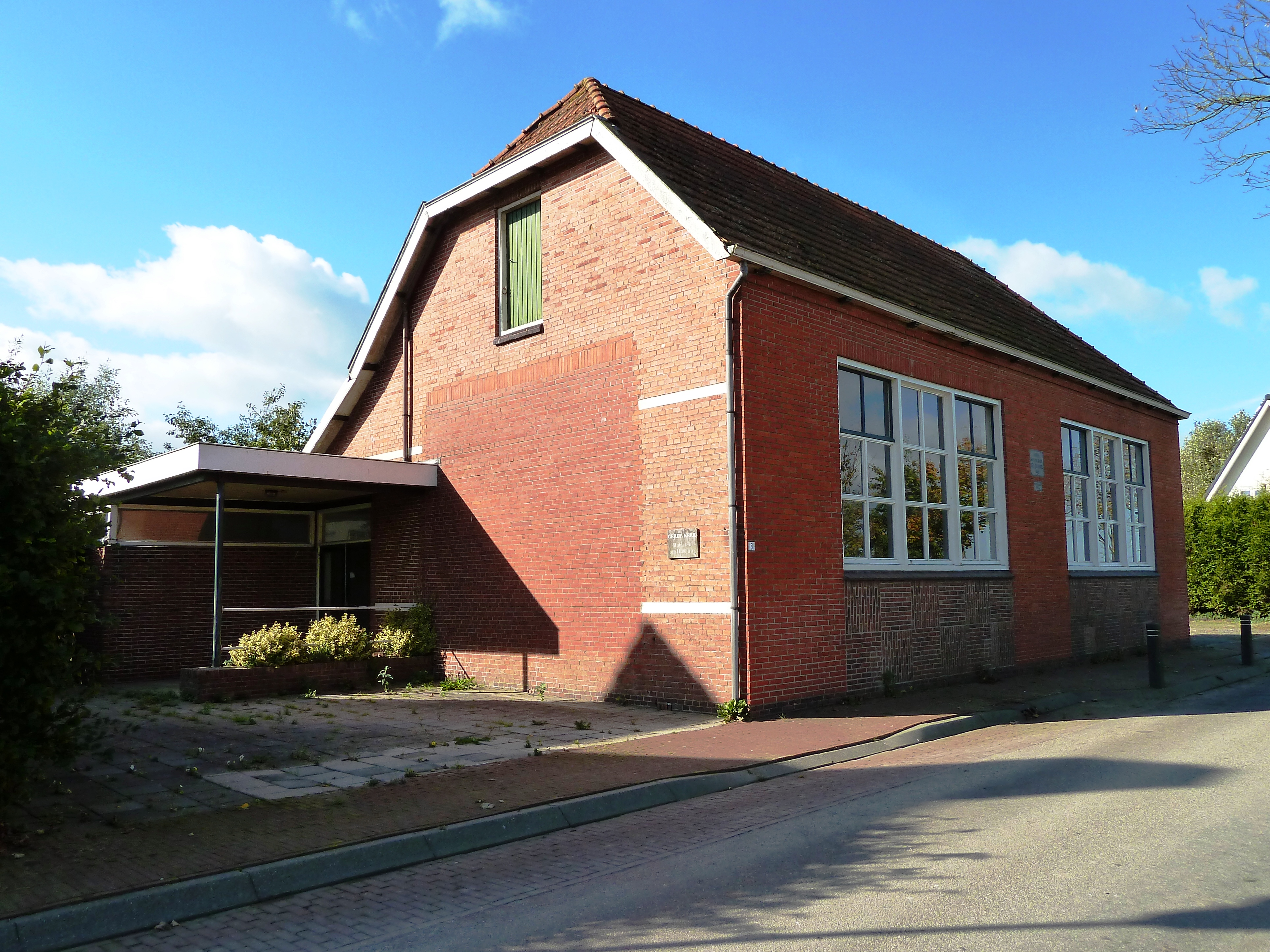
De christelijke basisschool (1913-1964) en latere gereformeerde kerk (1964-2010)momenteel in gebruik als woonhuis

## Demografie
| 355¹                                                              | 201 | 232 | 292 | 267 | 289 | 398¹ | 310 | 265 | 284 | 240 | 140 | 140 | 160 | 160 | 222 | 223 | 170 | 175 |
| Data afkomstig van volkstellingen.nl & CBS. ¹inclusief buiten kom |     |     |     |     |     |      |     |     |     |     |     |     |     |     |     |     |     |     |

## Omgeving
Het stenen boogbruggetje 't Piepke (uit 1802) vormt onderdeel van het grondgebied van de plaats, maar ligt eigenlijk dichter bij Munnekezijl en 't Hoekje.

## Geboren
- Enno Dirk Wiersma (1858-1940), hoogleraar psychiatrie en zenuwziekten